# Jimmy Butler
Jimmy Butler III (født 14. september 1989) er en amerikansk professionel basketballspiller, som spiller for NBA-holdet Golden State Warriors. Han er kendt under kaldenavnet "Jimmy Buckets” og i løbet af sin karriere er han blevet valgt til NBA All-Star holdet seks gange, All-NBA holdet (en) fem gange og NBA All-Defensive holdet (en) fem gange. Derudover vandt Butler guld ved de Olympiske lege som del af det amerikanske landshold i 2016.

## Klubkarriere

### Chicago Bulls
Butler blev draftet af Chicago Bulls med det 30. valg i 2011 draften. Hans spilletid var begrænset i starten, men han imponerede her, og begyndte langsomt at etablere sig på holdet. Hans helt store gennembrud kom i 2013-14 sæsonen, hvor han blev etableret som starter på Bulls mandskabet.
2014-15 sæsonen blev endnu bedre for Butler, og han kom for første gang på All-Star holdet i sæsonen. Sæsonen blev hans første hvor han scorede 20+ point per kamp, og han blev kåret som Most Improved Player for sæsonen.
Butler scorede den 14. januar 2016, 53 point i en kamp imod Philadelphia 76ers, og blev hermed den første Bulls spiller til at score 50+ point i en kamp siden 2004.

### Minnesota Timberwolves
Butler blev den 22. juni 2017 traded til Minnesota Timberwolves i bytte for Zach LaVine, Kris Dunn og Lauri Markkanen. Han spillede en god sæson, og kom igen på All-Star holdet, men utilfredshed med holdets retning resulterede i, at han anmodet om at blive handlet væk. Efter dette ikke blev opfyldt, resulterede det i en nu meget kendt træningssession den 10. oktober 2018, hvor at Butler sammen med reservespillerene tæskede holdets startere imens han råbte: 'I kan ikke vinde uden mig!" gentagende gange. Denne voksende konflikt resulterede i, at Butler endeligt blev traded i november 2018.

### Philadelphia 76ers
Butler blev den 12. november 2018 traded til Philadelphia 76ers. Han spillede en enkelt sæson i Philadelphia, hvor at de blev elimineret i den anden runde af slutspillet, da Kawhi Leonard ramte et skud i det sidste sekund af kampen.

### Miami Heat
Butler skiftede i juli 2019 til Miami Heat, som del af en sign-and-trade mellem klubberne. Han ledte i sæsonen Heat dybt i slutspillet, hvilke resulterede i store overraskelser imod Milwaukee Bucks og Boston Celtics. Disse historisk gode optrædener fra Butler resulterede i, at han blev givet kælenavnet 'Playoff Jimmy'. Heat nåede hele vejen til finalen, hvor de dog tabte til Los Angeles Lakers. Butler blev her kun den anden spiller nogensinde til at føre sit hold på alle fem statistiske områder, da han var spilleren med flest point, assist, rebound, blokerede skud og stjålet bolde.
I 2021-22 sæsonen ledte Butler igen Heat hele vejen til semifinalerne, hvor at de igen mødte Boston. Trods endnu en fantastisk serie fra Butler, så tabte Heat dog her.
I 2022-23 slutspillet overraskede Heat ved at slå Bucks i den første runde, og blev hermed kun det sjette hold nogensinde til at slutte på ottendepladsen i sæsonen, og så eliminere førstepladsen i slutspillet. Dette inkluderede en historisk 56 point kamp fra Butler i den tredje kamp i serien. Butler og Heat opfulgte dette med sejre over 76ers og imod Celtics, og hermed vendte de tilbage til finalen for anden gang i Butlers tid med klubben.
Heat suspenderede Butler den 3. januar 2025 i syv kampe med henvisning til flere tilfælde af adfærd, der var skadelig for holdet i løbet af sæsonen. Suspenderingen efterfulgtes af rapporter om Butlers tiltagende utilfredshed med sin daværende situation og hans udtalelse dagen før om, at han ikke længere troede, at han kunne være glad for at spille i Miami. I en officiel udmelding bekræftede Heat, at Butler og hans repræsentanter havde anmodet om et trade og meddelte, at holdet var åbne for at lytte til tilbud. Butler vendte tilbage til Heat den 17. januar i en kamp mod Denver Nuggets, hvor han scorede 18 point i et 133-113-nederlag. Den 22. januar blev han igen suspenderet af Heat i to kampe, endnu engang grundet skadelig adfærd over for holdet. Den 27. januar suspenderede Heat Butler på ubestemt tid uden løn, efter at han forlod træningen før en kamp mod Magic. Butler forlod trænigen, da det stod klart for ham, at Haywood Highsmith (en) ville erstatte ham i startopstillingen. Heat sagde i deres officielle erklæring, at suspenderingen skulle vare mindst fem kampe, hvilket ville tage det gennem NBA's trade deadline den 6. februar.

### Golden State Warriors
Natten til den 6. februar 2025 dansk tid kunne ESPNs Senior NBA Insider, Shams Charania (en) rapportere på X, at Butler var blevet traded til Golden State Warriors i en handel, der bl.a. inkluderede Andrew Wiggins (en) til Heat. Butler afviste sin spilleroption for sæsonen 2025-26 for at underskrive en toårig kontraktforlængelse til 121 millioner dollars med Warriors, som udløber efter sæsonen 2026-27. Han valgte at bære "Butler III" på sin trøje for at ære sin afdøde far. Natten til den 9. februar dansk tid fik Butler sin Warriors-debut på sin tidligere hjemmebane mod Chicago Bulls, holdet som i 2011 draftede ham, hvor han scorede 25 point i en 132-111 sejr.

## Landsholdskarriere
Butler var med på det amerikanske landshold til OL 2016 i Rio de Janeiro. Her var amerikanerne store favoritter, idet holdet ikke havde tabt en kamp i ti år og dobbelt forsvarende OL-mester. Holdet vandt da også sin indledende pulje, selv om det blev til tætte kampe mod både Serbien og Frankrig. I knockoutfasen blev det først en sikker sejr over Argentina, derpå en mere tæt sejr over Spanien, inden finalen blev et nyt møde med Serbien. Men i modsætning til i indledende runde vandt amerikanerne meget overbevisende med 95-66, så facit blev guld til USA, sølv til Serbien og bronze til Spanien.